# Canvi climàtic a l'Iraq

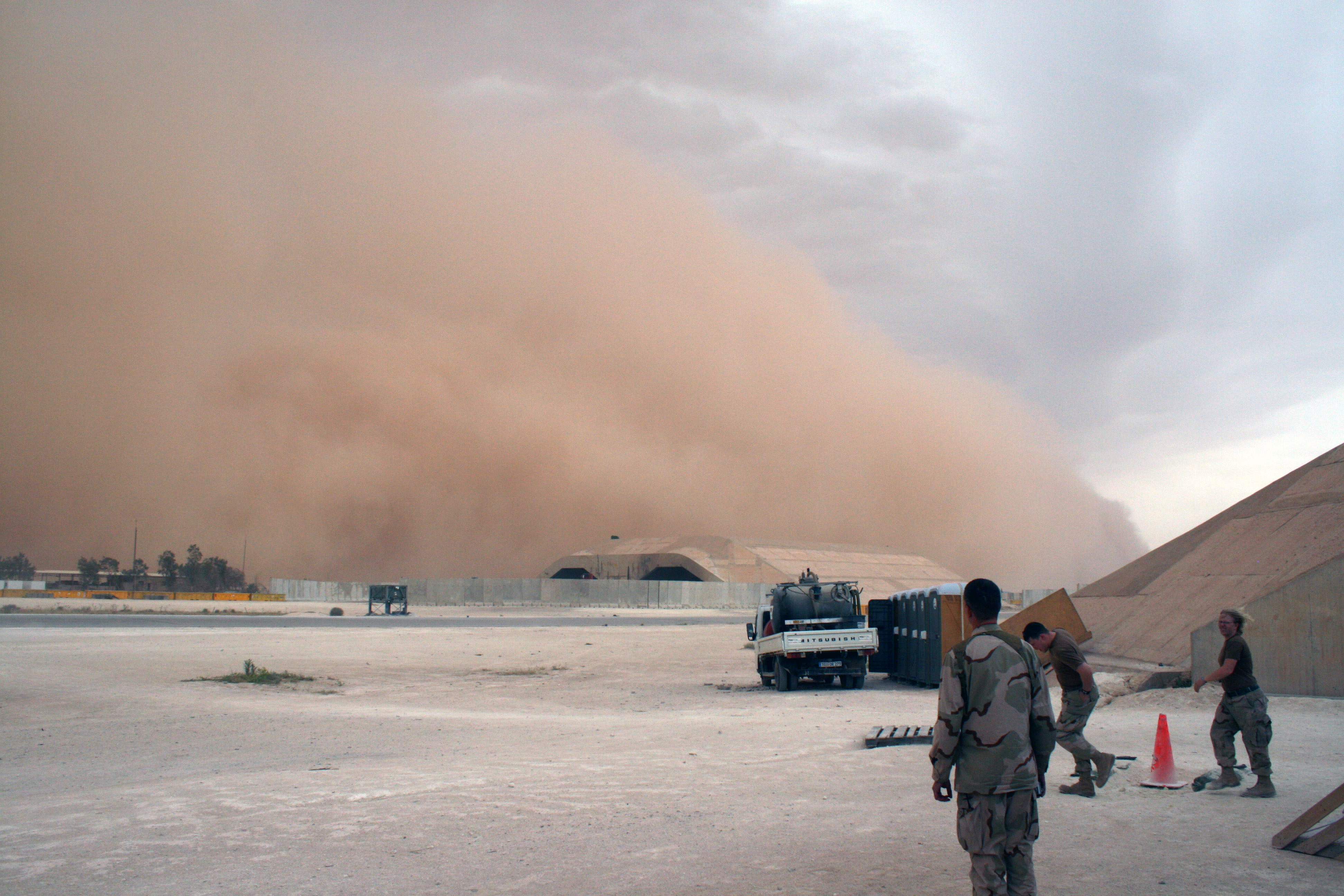
Tempesta de sorra a l'Iraq el 2007.

El canvi climàtic a l'Iraq és el conjunt d'efectes climàtics que provoquen reptes de seguretat, ambientals, polítics i econòmics a la República de l'Iraq. Alguns d'aquests efectes són l'augment de les temperatures, les sequeres intenses, la disminució de les precipitacions, la desertificació, la salinització i la prevalença progressiva de les tempestes de pols, cosa que ha minat el sector agrícola del país. A més, la seguretat hídrica de l'Iraq es basa en la maresma de l'Eufrates i el Tigris, que està en declivi. La incertesa política —tant a escala nacional com regional— dificulta notòriament la mitigació del canvi climàtic i l'abordament de la gestió transnacional de l'aigua. Hi ha canvis com l'augment de les temperatures, la disminució de les precipitacions i la creixent escassetat d'aigua que s'augura que tindran implicacions greus per a l'Iraq en un futur pròxim.

## Emissions de gasos
El 2019, l'Iraq va representar el 8% de les emissions de metà de tot el món i el 0,5% de les emissions globals de diòxid de carboni. Les emissions de gasos d'efecte d'hivernacle per persona del país estan per sobre de la mitjana mundial. Com que s'hi produeixen quantitats ingents de petroli, l'Iraq també és una de les 3 nacions amb més consum de gas al món.

## Impacte mediambiental

### Canvi de temperatura i temps
A l'Iraq, l'escalfament global s'ha manifestat en «onades de calor prolongades, precipitacions irregulars, temperatures superiors a la mitjana i l'augment de la intensitat dels desastres», segons un report efectuat el 2018 pel Grup d'Experts en els Riscs de Seguretat pel Clima (anglès: Expert Working Group on Climate-related Security Risk). Les temperatures hi poden arribar superar els 50 graus centígrads.

#### Fenòmens meteorològics extrems
La sequera compresa entre el 2007 i el 2009 va ser seguida de pluges molt intenses, que van contribuir a fortes inundacions i, finalment, a la pèrdua de sòl fèrtil. Se'n va produir una altra que va arribar fins a gener del 2022, causada pel mateix canvi climàtic, la inadequació de les infraestructures existents per la inestabilitat arrossegada durant dècades i les polítiques hidrogràfiques de països com Turquia i l'Iran, que tenen al seu territori rius que van a l'Iraq també. Aquesta sequera va generar una crisi d'accés a l'aigua sense precedents. D'altra banda, el maig del 2022 es va produir una tempesta de sorra que va causar un mort, 5.000 ferits lleus i centenars d'hospitalitzats.

### Recursos hídrics
A mesura que cauen els nivells d'aigua, una preocupació en auge al sud de l'Iraq —sobretot a Bàssora— és potenciar la salinitat del subministrament d'aigua. De fet, el 2022 l'aigua del llac Sawa va reduir-se tant que aquest es va assecar, tant pel canvi climàtic en si com per l'ús desmesurat que hom en va fer.

## Impacte en la població

### Impacte econòmic
El 2019, l'aire condicionat es va tornar inassequible o impossible de mantenir per als residents amb ingressos més baixos, a causa del proporcionament irregular d'electricitat.

#### Agricultura
Els anys de sequera de l'Iraq es van agreujar especialment el 2018, en què les terres cultivades es van reduir a la meitat. El conreu de cultius de regadiu —com l'arròs, el blat de moro i altres cereals— va ser suspès pel govern; s'estima que es van perdre uns 39 milions de dòlars per la producció d'arròs no realitzada.
El 2019, un hivern inusualment humit «va restaurar els aiguamolls del sud de l'Iraq» i, a més a més, va provocar inundacions massives als rius Tigris i Eufrates.
La sequera del gener del 2022 va generar un difícil accés a l'aigua, cosa que va dificultar seriosament la subsistència del bestiar i els cultius. Així mateix, això va suposar un problema socioeconòmic per a la població iraquiana dedicada al sector primari, milers de les quals ubicades al voltant del llac Hamrín.

#### Falla de la xarxa elèctrica
La xarxa elèctrica de l'Iraq va fallar a Bàssora, Dhi Qar i Maysan el 6 d'agost del 2022, pels 51°C que hi havia de temperatura aquell dia. En aquestes circumstàncies, es va declarar dia no lectiu d'aleshores fins al dimarts següent, quan començava la festa religiosa de Muhàrram.

## Societat i cultura

### Riscs de seguretat
Quan es veuen alterats els mitjans de subsistència al camp, els residents locals a les zones alliberades per Estat Islàmic a vegades depenen d'aquest grup terrorista per accedir als recursos que els són imprescindibles per a la supervivència.
Al sud de l'Iraq s'han produït manifestacions i enfrontaments atenent als drets de l'aigua. El juliol del 2022, les apagades van empitjorar per culpa dels atacs a les línies elèctriques per part dels militants. Hi va contribuir addicionalment la reducció de l'energia subministrada per l'Iran. A causa d'això, es van organitzar protestes a Bagdad i Ciutat Sàder, on els residents van estar sense aire condicionat a 50°C.